# Nedre Båtviksmyrtjärnen
Nedre Båtviksmyrtjärnen är en sjö i Skellefteå kommun i Västerbotten och ingår i Jävreåns huvudavrinningsområde.